# Adolf-Friedrich Kuntzen
Adolf-Friedrich Kuntzen (26 de julio de 1889 - 10 de julio de 1964) fue un general alemán en la Wehrmacht durante la II Guerra Mundial que comandó el LXXXI Cuerpo de Ejército a las órdenes de Erwin Rommel en Normandía en 1944.
Vio servicio en la I Guerra Mundial, y sirvió en una variedad de posiciones en el periodo de entreguerras. Promovido a Mayor General en 1938, asumió el mando de la 3.ª División Ligera el 10 de noviembre de 1938. Esta unidad fue reorganizada como la 8.ª División Panzer en 1939 y Kuntzen dirigió la división en Polonia y Francia. El 15 de marzo de 1941 fue nombrado al mando del LVII Cuerpo Panzer, que dirigió en Rusia hasta 1942.

## Condecoraciones
- Cruz de Caballero de la Cruz de Hierro el 3 de junio de 1940 como Generalleutnant y comandante de la 8.ª División panzer[2]